# Castello Svevo, Bari
Castello Svevo ali švabski grad (italijansko Castello normanno-svevo), znan tudi kot grad Houhenstaufen, je grad v apulijskem mestu Bari v Italiji. Okoli leta 1132 ga je zgradil normanski kralj Rogerij II. Sicilski, trenutno pa se uporablja za razstave.

## Zgodovina
Večkratna omemba v grško-rimskem obdobju je strokovnjake pripeljala do sklepa, da je trdnjava v Bariju morala stati že v antiki. Po drugi strani pa je v Satiri (I, 5, 96-97) Horacija in v Analih (XVI, 2, 7-9) Tacita omenjen obstoj utrdbe v starodavnem "Bariju", lokacija od katerih ustreza del sedanjega gradu, bi lahko sovpadal ali bolj verjetno z "Kastròn bizantino" (dvorišče katapanske bazilike S. Nikolaja).
Verjetno ga je leta 1132 zgradil normanski kralj Rogerij II., leta 1156 ga je uničil kralj Viljem I. Sicilski, leta 1233 pa ga je obnovil in okrepil cesar Svetega rimskega cesarstva Friderik II. Med anžujsko dominacijo je doživel številne preobrazbe in po pridobitvi s strani vojvode Ferdinanda Aragonskega je bil podarjen družini Sforza in prešel na Bono Sforza, kraljico Poljske. Po Bonini smrti je bil vrnjen neapeljskemu kralju in preurejen v zapor in vojašnico.
Grad je z vseh strani obdan z jarkom, razen na severnem delu, ki ga obroblja morje in je dostopen z mostu in z vrati na južni strani. Sestavljen je predvsem iz aragonskega obzidja in glavnega stolpa Staufovcev, trenutno pa se uporablja za razstave.

## Frančišek Asiški in cesar
Po izročilu je leta 1221 cesar Friderik II. v tem gradu srečal sv. Frančiška Asiškega. Po izročilu je cesar dal v Frančiškovo sobo poslati kurtizano, in je skozi kukalo opazoval, kaj se bo zgodilo. Ko je Frančišek žensko poslal stran, je bil Friderik navdušen nad njegovimi načeli; preostanek noči sta preživela v pogovoru. Ta zgodba ni nedvomno potrjena, vendar velja za verodostojno.

## Galerija
- Dvorišče
- Staro mesto
- Morska stran